# سماك صفاحي
السماك الصفاحي، ويسمي أيضا السماك الخلقي اللافقاعي، هو داءٌ جلديٌّ وراثيٌّ نادرٌ، يصيب نحو شخص من كل 600 ألف شخص.

## الظهور
يُولد الأطفال المصابون مع غشاء كولوديني، وهو طبقة خارجية لماعة على الجلد ذات مظهر شمعي، ينسلخ بعد 10-14 يومًا من الولادة، متظاهرًا بالأعراض الرئيسية للمرض، والتي هي تقشر واسع للجلد بسبب فرط التقرن. ومع تقدم العمر، يميل التقشر ليتركز حول المفاصل في مناطق مثل المنطقة الأربية، والحفرة الإبطية، وعند المرفق والعنق. تكسو التقشرات الجلدة عادةً فتعطي مظهر حراشف السمك.

### طفل كولوديني الجلد
يشير مصطلح الطفل كولوديني الجلد في الطب إلى الرضع الذين يمتلكون طبقةً خارجيةً من الجلد (تُعرف باسم الغشاء الكولوديني) والتي تملك صفات مشابهة للكولودين. وهذا مصطلحٌ مميز، ليس بتشخيص أو داء محدد (متلازمة).

### المظهر وعلاج الوليد
يوصف مظهر المرض بغشاء رقيق لماع يبدو مثل طبقة من الفازلين. قد يظهر الفم والجفنان كأنهما مرغمان على الفتح بسبب شد الجلد. ويمكن أن يترافق مع انقلاب للجفن (شتر خارجي).
قد يحدث عند الطفل كولوديني الجلد توابع طبية شديدة، بسبب فقدان الطفل للحرارة والسوائل من خلال الجلد غير الطبيعي بشكل رئيسي. يمكن أن يؤدي هذا إلى انخفاض درجة الحرارة والتجفاف. الاستراتيجيات المتبعة للوقاية من هذه المشاكل استخدام مرطبات البشرة أو حضانة الطفل في حاضنة مرطبة. يوجد أيضًا زيادة لخطر إنتان الجلد والضغط الميكانيكي، مؤديًا إلى مشاكل مثل نفص تروية الجلد. ويوجد أيضًا خطر للتسمم من خلال امتصاص الجلد للمنتجات الموضعية، على سبيل المثال التسمم بالساليسيلات (مثل جرعة زائدة من الأسبرين) بسبب الطبقة القرنية.
لا يُعتقد أن الحالة مؤلمة أو مزعجة للطفل بحد ذاتها. تحدث الحضانة عادةً في وحدة العناية المركزة للاطفال حديثي الولادة، ويبدو أن العناية المركزة الجيدة تحسن الوضع بشكلٍ ملحوظٍ. يجب على الغشاء الكولوديني أن يتقشر أو «ينسلخ» خلال أسبوعين إلى أربعة أسابيع من تاريخ الولادة، مُظهرًا اضطراب الجلد الأساسي.
يمكن لهذه الحالة أن تتشابه مع حالة الطفل المهرج ولكنها تختلف عنها.

### المساق طويل الامد
يمكن أن تتسبب أمراص جلدية متعددة بهذا المظهر، وهي على الأغلب غير مترافقة مع عيوب خلقية أخرى. في معظم الحالات، يطوّر الطفل السماك أو حالة شبيهة بالسماك أو اضطرابات جلد أخرى نادرة.
تتجه معظم حالات الطفل كولويدني الجلد (تقريبًا 75% ) نحو تطوير نوع من السماك الخلقي الجسمي المنتح (سواء كان السماك الصفاحي أو احمرار الجلد السماكي الخلقي).
في نحو 10% من الحالات يتقشر جلد الطفل ويظهر بعدها جلدٌ طبيعيٌ مدى الحياة. تُعرف هذه الحالة باسم الطفل كولوديني الجلد ذاتي الاندمال.
تحدث الـ15% من الحالات المتبقية بسبب اضطرابات مختلفة بما فيها اضطرابات التقرن. تتضمن الحالات المعروفة للطفل كولوديني الجلد السماك الشائع والحثل الكبريتي الشعري. وتتضمن الأسباب الأقل توثيقًا متلازمة شوغرين لارسون، ومتلازمة نيثرتون، وداء غوشيه النمط الثاني، وقصور الغدة الدرقية الخلقي، ومتلازمة كونرادي، ومتلازمة دوفرما تشانارين، وبيلة حمضية شحمية كيتونية، ومتلازمة كوراكسيتراشيتيك، والسماك المبرقش، تقرن جلد الراحة والأخمص مع طلوان شرجي تناسلي. هذه الحالات نادرة لأن العديد منها يعود لنمط وراثي جسمي متنحٍ وتكون مرتبطة بزواج الأقارب.
تتضمن الاختبارات التي يمكن إجراؤها لإيجاد سبب الطفل كولودوني الجلد فحص الجلد، واختبارات الدم، وخزعة من الجلد.

### المشاكل الطبية المرتبطة بالسماك الصفاحي
- فرط السخونة: يمنع تقشر الجلد عملية التعرق الطبيعية ولذلك يمكن للجو الحار والتمرين الشديد أن يسببا المشاكل.
- مشاكل عينية: يمكن أن ينسدل الجفن بسبب الجلد المشدود مما يجعل الجفنين (السفليين عادةً) محمرين، ويصبحان عرضةً للتجفاف والتهيج.
- أشرطة التضييق: يمكن في حالاتٍ نادرةٍ جدًا أن يملك الأطفال المصابون أشرطة جلدية ضيفة حول أصابعهم أو أصابع قدمهم (عادةً في أطرافها) والتي قد تمنع الدورة الدموية المناسبة للمنطقة.
- فقدان الشعر: يمكن أن تؤدي التقشرات الشديدة في فروة الرأس إلى فقدان بقعي للشعر، ولكن نادرًا ما يكون هذا الفقدان دائمًا.

## الوراثيات
هذه الحالة هي اضطرابٌ جينيٌ جسميٌ متنحٍ، أي توضع جين معيب على صبغي جسمي، ويجب على كل من الأبوين حمل نسخة من هذا الجين المعيب لكي يولد الطفل بهذا الاضطراب. لا يبدي الحاملون لهذا الجين المتنحي أي علامات أو أعراض للاضطراب. 
يرتبط إحدى أشكال السماك الصفاحي (إل آي 1) بنقص في أنزيم ترانس غلوتاميناز الخلية الكيراتينية. تتضمن الجينات المسؤولة:
| النمط   | الوراثة المندلية البشرية عبر الأنترنت (أو إم أي إم) | الجين             | الموقع      |
| إل أي 1 | 242300                                              | تي جي إم 1        | 14          |
| إل أي 2 | 601277                                              | إيه بي سي إيه 12  | 2 إكيو 34   |
| إل أي 3 | 604777                                              | سي واي بّي 4 إف 22 | 19 بّي 13.12 |
| إل أي 5 | 606545                                              | ؟                 | 17بّي        |

## المعالجة
لا يوجد علاجٌ شافٍ لكل أنواع السماك، ولكنه يمكن تخفيف الأعراض عبر:
- الترطيب
- الوقاية من فرط السخونة.
- قطرات العين (للوقاية من تجفاف العينين).
- ريتينوئيدات جهازية (آيزوتريتنوين وأسيتريتين فعالان جدّا، ولكن يجب التأكد من المراقبة الدقيقة للسمية. تتطلب الحالات الشديدة علاجًا متقطعًا).[7]

يمكن أن يتطلب الأمر أيضًا علاجًا أو دعمًا نفسيًا.